# ادوارد آلبرت شارپه شفر
ادوارد آلبرت شارپه شفر (انگلیسی: Edward Albert Sharpey-Schafer; ۲ ژوئن ۱۸۵۰ – ۲۹ مارس ۱۹۳۵) دانشمند در زمینه فیزیولوژی اهل بریتانیا بود.
وی همچنین برندهٔ جوایزی همچون مدال پادشاهی، همکار انجمن سلطنتی، و مدال کاپلی شده‌است.